# Catanzaro Marina
Catanzaro Marina is een plaats (frazione) in de Italiaanse gemeente Catanzaro.